# Euplectitae
Euplectitae es una supertribu de escarabajos estafilínidos (Staphylinidae). Sus aproximadamente 390 géneros se distribuyen por todo el mundo (excepto la Antártida y otras zonas polares).